# 萱花站
萱花站（韓語：훤화역）是朝鮮民主主義人民共和國平安北道泰川郡的一個鐵路車站，属于馬坪線。

## 邻近车站
馬坪線
延中站 - 萱花站 - 馬坪站